# Level 42
Level 42 ist eine britische Musikgruppe, die 1979 gegründet wurde. Ihre Musik zeichnet sich durch ausgeprägte Funk-Elemente und eingängige Melodiestrukturen aus. Gelegentliche Instrumentalstücke zeigen aber auch deutliche Einflüsse aus dem Jazz. Durch zwei stimmlich sehr unterschiedliche Sänger, Mark King und Mike Lindup, gewinnen die Songs zusätzlich an Tiefe.

## Bandgeschichte
Die Brüder Phil Gould (Schlagzeug) und Rowland „Boon“ Gould (Gitarre) und ihr Freund Mark King (Bass/Gesang) hatten bereits seit Teenagertagen miteinander Musik gemacht, als Phil 1979 einen Studienkollegen dazuholte – Mike Lindup (Keyboard/Gesang). Sie hatten bereits einige kleinere Auftritte absolviert, als die Idee aufkam, sich den Bandnamen 88 zuzulegen. Da es aber bereits eine Formation namens Rocket 88 gab, nahm man stattdessen die Zahl 42 (anfangs noch ohne Level) in Anlehnung an Douglas Adams’ Roman Per Anhalter durch die Galaxis. Darin wird die Frage aller Fragen beantwortet – die Antwort lautet 42.
Wally Badarou, mit dem Phil und Mark schon zusammengearbeitet hatten und der sich mit Synthesizern auskannte, schloss sich der Band an, allerdings nicht als offizielles Mitglied, da er vertraglich anderweitig gebunden war. Er taucht jedoch auf mehreren Alben als Komponist, Musiker und Produzent auf.

### 1980–1983: Gründung und erste Platten
Im Mai 1980 wurde Andy Sojka auf sie aufmerksam und nahm sie in sein kleines Independent-Label Elite Records auf. Hier änderten sie den Bandnamen zu Level 42 und nahmen im Juli ihre Debüt-Single Love Meeting Love auf, nachdem sie für das eigentlich instrumentale Stück einen Text geschrieben hatten. Die Single platzierte sich in den britischen Funk/Disco-Charts und erregte die Aufmerksamkeit von Polydor, die anschließend die zweite Single (Flying on the) Wings of Love produzierten.
Ihre erste im April 1981 in England veröffentlichte Top-40-Single, Lovegames, wurde von Mike Vernon produziert, gefolgt vom ersten Album Level 42, das innerhalb von zwei Wochen in die Top 20 der britischen Albumcharts einstieg. Weitere Singles: Turn it On und Starchild.
Nachdem sie im Januar 1982 bereits mit der Arbeit an ihrem zweiten Album begonnen hatten, entschloss man sich im März zunächst dazu, älteres Material der Band aus der Zeit bei Elite Records unter dem Titel The Early Tapes auf den Markt zu bringen. Im Juli kam von Mark und Mike eine Single namens Freedom unter dem Namen Thunderthumbs and the Toetsenman (dt. Donnerdaumen und der Tastenmann) heraus.
Wiederum mit Mike Vernon schloss man im September 1982 das dritte Album The Pursuit of Accidents ab, deren Auskopplungen Are You Hearing (What I Hear?), Weave Your Spell und The Chinese Way recht erfolgreich waren.
Larry Dunn und Verdine White von Earth, Wind and Fire hatten Level 42 im Jahr 1983 in Deutschland gesehen und angeboten, deren nächstes Album Standing in the Light in Los Angeles zu produzieren. Im Mai 1983 spielten sie ihr erstes Konzert in den USA beim Britain Salutes New York Festival. Nach ihrer Rückkehr spielten sie beim bekannten Montreux Jazz Festival. Auskopplungen des Albums waren The Sun Goes Down, Out of Sight, out of Mind und Microkid.

### 1984–1987: Beliebte Liveband mit großen Hits
Nachdem Mark King sein Solodebüt Influences veröffentlicht hatte, folgte im August 1984 die nächste Single Hot Water vom neuen Album True Colors, das im Oktober herauskam. Am 13. Oktober 1984 trat die Band in der 14. Rockpalast Nacht auf. Zur Verstärkung schloss sich Krys Mach am Saxofon an, der die Gruppe auch bei den folgenden Konzerten begleitete. Die zweite Single war The Chant Has Begun.
Da Level 42 als gute Liveband galt, wollte man dieses Live-Gefühl aufnehmen, resultierend in dem Livealbum A Physical Presence, das im Mai 1985 herauskam. Im September desselben Jahres folgte World Machine, wiederum mit den zwei erfolgreichen Auskopplungen Something About You und Leaving Me Now. Mit einer fast komplett ausverkauften England-Tournee schloss die Gruppe dieses Jahr ab.
Die bisher erfolgreichste Single, Lessons in Love, diesmal mit Gary Barnacle am Saxofon, kam im April 1986 heraus und konnte sich auch in Europa und sogar in den USA hoch platzieren. Ebenfalls erfolgreich war die im Februar 1987 erschienene Single Running in the Family, gefolgt vom gleichnamigen Album, das innerhalb von nur einer Woche Platin-Status erhielt. Mehrere ausverkaufte Konzerte in ganz Europa folgten. Die dritte Auskopplung von Running in the Family war To Be with You Again.

### 1987–1989: Austritt der Brüder Gould undLevel Best
Im Oktober 1987 verließen Phil und Boon Gould Level 42. Phil Gould fühlte sich ausgelaugt, und es stellte sich heraus, dass er zuckerkrank war. Außerdem war er unzufrieden mit dem neueren Pop-Sound der Band. Boon Gould hatte anhaltende Magenprobleme und wollte sich zugunsten seiner Familie aus der Band zurückziehen.
Als Ersatz für eine laufende US-Tour von Tina Turner, die sie begleiteten, sprangen Neil Conti und Paul Gendler ein. Im Video zu Children Say, das im Dezember veröffentlicht wurde, waren bereits nur noch Mike und Mark zu sehen. Gary Husband und Steve Topping kamen als neue Musiker dazu. Nach einigen Aufnahmen in Irland verließ Steve jedoch die Band wieder, da er nicht recht in den Stil und das Leben der Band hineinfand.
Alan Murphy, ein gefragter Session-Gitarrist der Zeit in England, sprang ein. Wiederum produziert von Julian Mendelsohn und Wally Badarou kam im September 1988 Staring at the Sun in die Plattenläden, gefolgt von einer viermonatigen Europatournee. Die Auskopplungen dieser LP waren Heaven in My Hands, Take a Look und Tracie.
Am 19. Oktober 1989 verstarb Alan Murphy nach kurzer schwerer Krankheit an Aids. Die Single Take Care of Yourself wurde daraufhin ohne viel Werbung kurz danach veröffentlicht. Kurz darauf folgte die Kompilation Level Best.

### 1990–2000: Soloausflüge von Lindup und King sowie weitere Alben
Im Juni 1990 kam Mike Lindups erstes Solo-Album Changes heraus. Er wurde auf diesem von bekannten Musikern wie Pino Palladino, Manu Katché und Dominic Miller unterstützt und gab zwei Konzerte.
Das neue Band-Album, Guaranteed, war bereits fertig, wurde jedoch aufgrund von Differenzen zwischen der Band und ihrer Plattenfirma Polydor auf Eis gelegt. Diese wollte, dass Level 42 noch kommerzieller klingen sollte, womit King, Lindup und Husband jedoch nicht einverstanden waren. Verglichen mit ihrem Anfangsstil hatte die Band schon einige Male Zugeständnisse an das Popgeschäft gemacht, die nicht immer gut bei den Fans ankamen. Also trennte man sich von Polydor und schaute sich nach Alternativen um. Bei einigen Konzerten zum Jahresende sprang Allan Holdsworth an der Gitarre ein.
Das Label BMG/RCA nahm Level 42 bei sich auf und veröffentlichte Guaranteed im September 1991, ebenso die gleichnamige Single-Auskopplung. Zur Promotion gingen sie wieder auf Tour, unterstützt vom Gitarristen Jakko Jakszyk. Auf dem Album fand sich erstmals auch ein Stück, das Gary Husband komponiert hatte. Die zweite Single war Overtime.
Im März 1992 wurde Guaranteed auch in den USA veröffentlicht, man verzichtete jedoch auf eine dortige Tour, da die Verkaufszahlen eher durchschnittlich waren. Die dritte Auskopplung My Father's Shoes war ein nach Country klingendes Stück, das sich auch nicht hoch platzieren konnte.
Im März 1994 kam das zehnte Studio-Album von Level 42 in die Plattenläden, Forever now. Sowohl der Titel-Track als auch die zweite Auskopplung All over You erreichten wieder höhere Chart-Positionen. Als drittes Stück wurde noch Love in a Peaceful World ausgekoppelt. Bei einer kleinen Japan-Tour half Gavin Harrison am Schlagzeug aus.
Zurück in England spielten Mark King und Mike Lindup am 14. Oktober 1994 ihr letztes gemeinsames Konzert in der Royal Albert Hall. Sie beschlossen, von nun an getrennte Wege zu gehen.
1995 veröffentlichte Boon Gould ein Solo-Album mit dem Titel Tin Man.
Mark King brachte 1998 ein weiteres Solo-Album One Man heraus, deren Auskopplung Bitter Moon sogar Platte der Woche bei BBC Radio wurde. Danach war Mark Frontmann bei der bekannten The-Nokia-Night-of-the-Proms-Tour, auf der er einige Level-42-Klassiker spielte, unterstützt von einem kompletten Sinfonieorchester.
Eine weitere Solo-Produktion von Mark King wurde 1999 unter dem Titel Trash exklusiv über Marks Website vertrieben und beinhaltete Überbleibsel vom Material, das Mark für One Man geschrieben hatte. Unter dem Namen Grupo Mark King ging es auf Minitour zur Promotion von Trash, wobei sich zwei alte Bekannte anschlossen – Gary Husband und Jakko Jakszyk.

### Seit 2001: Gegenwärtige Solo- und Bandprojekte
Das Jahr 2002 startete mit der Neuigkeit, dass Mark King sich die Rechte am Bandnamen Level 42 gesichert hatte und somit auch live unter diesem auftreten konnte. Es kamen eine Reihe Live-Alben und DVDs heraus.
Zum Jahresende 2003 kündigte Mike die Veröffentlichung seines zweiten Solo-Albums namens Conversations with Silence an, eine vierjährige Arbeit, in der Mike seine Qualitäten als Pianist beweist.
In der neuen Besetzung Mark King (Bass), Gary Husband (Schlagzeug), Nathan King (Gitarre), Lyndon Connah (Keyboards) und Sean Freeman (Saxophone) wurden 2004 zahlreiche Konzerte gespielt.
Im Oktober 2006 erschien das Studioalbum von Level 42 Retroglide bei Universal. Die Musiker: Mark King, Gary Husband, Mike Lindup, Nathan King, Lyndon Connah, Sean Freeman und Boon Gould (Gitarren-Solo zu Ship). Alle Songs wurden von Mark und Boon komponiert.
2010 feierte man das 30-jährige Bestehen der Band mit einer Welt-Tour.
Im Oktober 2013 erschien die EP Sirens mit sechs Titeln.
Gitarrist Boon Gould starb Ende April 2019 im Alter von 64 Jahren.

## Diskografie
Studioalben

| Jahr | Titel                            | Höchstplatzierung, Gesamtwochen, AuszeichnungChartplatzierungen (Jahr, Titel, Platzierungen, Wochen, Auszeichnungen, Anmerkungen) | Höchstplatzierung, Gesamtwochen, AuszeichnungChartplatzierungen (Jahr, Titel, Platzierungen, Wochen, Auszeichnungen, Anmerkungen) | Höchstplatzierung, Gesamtwochen, AuszeichnungChartplatzierungen (Jahr, Titel, Platzierungen, Wochen, Auszeichnungen, Anmerkungen) | Höchstplatzierung, Gesamtwochen, AuszeichnungChartplatzierungen (Jahr, Titel, Platzierungen, Wochen, Auszeichnungen, Anmerkungen) | Höchstplatzierung, Gesamtwochen, AuszeichnungChartplatzierungen (Jahr, Titel, Platzierungen, Wochen, Auszeichnungen, Anmerkungen) | Höchstplatzierung, Gesamtwochen, AuszeichnungChartplatzierungen (Jahr, Titel, Platzierungen, Wochen, Auszeichnungen, Anmerkungen) | Anmerkungen                                                                                  |
| Jahr | Titel                            | DE | AT | CH | UK | US | R&B | Anmerkungen                                                                                  |
| ---- | -------------------------------- | --- | --- | --- | --- | --- | --- | -------------------------------------------------------------------------------------------- |
| 1981 | Level 42                         | — | — | — | UK20 Silber · (18 Wo.)UK | — | — | Erstveröffentlichung: August 1981 Produzent: Mike Vernon                                     |
| 1982 | The Early Tapes July–August 1980 | — | — | — | UK46 (6 Wo.)UK | — | — | Erstveröffentlichung: März 1982 Produzenten: Andy Sojka, Jerry Pike                          |
| 1982 | The Pursuit of Accidents         | — | — | — | UK17 Silber · (16 Wo.)UK | — | — | Erstveröffentlichung: September 1982 Produzent: Mike Vernon                                  |
| 1983 | Standing in the Light            | DE27 (10 Wo.)DE | — | — | UK9 Gold · (13 Wo.)UK | — | — | Erstveröffentlichung: August 1983 Produzenten: Larry Dunn, Verdine White                     |
| 1984 | True Colours                     | DE23 (9 Wo.)DE | — | CH14 (6 Wo.)CH | UK14 Silber · (8 Wo.)UK | — | — | Erstveröffentlichung: Oktober 1984 Produzent: Ken Scott                                      |
| 1985 | World Machine                    | DE12 (32 Wo.)DE | AT14 (10 Wo.)AT | CH14 (9 Wo.)CH | UK3 ×2Doppelplatin · (72 Wo.)UK                                                                                                   | US18 (36 Wo.)US | R&B64 (3 Wo.)R&B | Erstveröffentlichung: September 1985 Produzenten: Level 42, Wally Badarou                    |
| 1987 | Running in the Family            | DE4 Gold · (24 Wo.)DE | AT4 (14 Wo.)AT | CH4 Gold · (16 Wo.)CH | UK2 ×2Doppelplatin · (54 Wo.)UK                                                                                                   | US23 (34 Wo.)US | — | Erstveröffentlichung: März 1987 Produzenten: Level 42, Wally Badarou                         |
| 1988 | Staring at the Sun               | DE8 (12 Wo.)DE | AT21 (6 Wo.)AT | CH6 (8 Wo.)CH | UK2 Gold · (11 Wo.)UK | US128 (7 Wo.)US | — | Erstveröffentlichung: September 1988 Produzenten: Level 42, Wally Badarou, Julian Mendelsohn |
| 1991 | Guaranteed                       | — | — | CH31 (2 Wo.)CH | UK3 Silber · (5 Wo.)UK | — | — | Erstveröffentlichung: September 1991 Produzenten: Level 42, Wally Badarou                    |
| 1994 | Forever Now                      | — | — | — | UK8 (3 Wo.)UK | — | — | Erstveröffentlichung: März 1994 Produzenten: Level 42, Wally Badarou                         |
| 2006 | Retroglide                       | — | — | — | UK78 (… Wo.)UK | — | — | Erstveröffentlichung: September 2006 Produzenten: Boon Gould, Mark King                      |

grau schraffiert: keine Chartdaten aus diesem Jahr verfügbar